# جون جيانلي
جون جيانلي (بالإنجليزية: John Gianelli)‏ مواليد 10 يونيو 1950 في ستوكتون، هو لاعب كرة سلة أمريكي سابق. بدأ مسيرته الاحترافية في سنة 1972. تم اختياره من قبل فريق هيوستن روكتس خلال الدرافت. حمل الرقم 40. يبلغ طوله 6 قدم 10 بوصة (2.1 م). اعتزل اللعب في 1983. فاز بلقب دوري إن بي إيه. أحرز خلال مسيرته في الإن بي إيه 4210 نقطة بمعدل 7.8 نقاط في المباراة الواحدة.

## المسيرة الاحترافية
لعب مع نيويورك نيكس من سنة 1972 إلى 1977، ثم لعب مع بوفالو بريفز في موسم 1976–1977، ثم لعب مع ميلووكي باكز من سنة 1977 إلى 1979، ثم لعب مع يوتا جاز في سنة 1979، ثم لعب مع أولمبيا ميلانو في الدوري الإيطالي من سنة 1980 إلى 1983.

## روابط خارجية
- جون جيانلي على موقع إن بي أي (الإنجليزية)
- جون جيانلي على موقع سبورتس رفرنس (الإنجليزية)
- جون جيانلي على موقع كلية كرة السلة في سبورتس رفرنس.كوم (الإنجليزية)
- جون جيانلي على موقع ريلجم (الإنجليزية)
- جون جيانلي على موقع بروبوليرز (الإنجليزية)